# 차퍼 (영화)
《차퍼》(영어: Chopper)는 오스트레일리아에서 제작된 앤드루 도미닉 감독의 2000년 범죄 드라마 영화이다. 에릭 배나 등이 출연하였고, 미셸 베넷 등이 제작에 참여하였다.

## 출연
- 에릭 배나
- 빈스 콜로시모
- 사이먼 린던
- 데이비드 필드
- 케이트 비핸
- 댄 와일리
- 로버트 러바이아
- 서지 리스트로

## 기타 제작진
- 공동 제작: 마이클 구딘스키
- 배역: 그레고리 앱스
- 미술: 패디 리어던
- 의상: 테리 라이언

## 같이 보기
- 오스트레일리아 영화